# Alyssa et les Dauphins
Pour les articles homonymes, voir Alyssa (homonymie).
Pour plus de détails, voir Fiche technique et Distribution.
Alyssa et les Dauphins (Eye of the Dolphin) est un film américain réalisé par Michael D. Sellers, sorti en 2007.

## Synopsis
Alyssa, une jeune fille de 14 ans, a perdu sa mère. Elle vit depuis un an chez sa grand-mère mais est envoyée chez son père Hawk, dont elle ignorait l'existence. Ce dernier est un chercheur et s'occupe d'une réserve naturelle de dauphins dans les Bahamas. L'arrivée d'Alyssa tombe on ne peut plus mal pour celui-ci : il doit défendre son centre de recherche contre des politiciens véreux voulant faire un parc d'attractions touristique, et a quelques difficultés à communiquer avec sa fille.
Alyssa s'adapte peu à peu à ce nouvel environnement et se découvre le même don que son père, celui de communiquer avec les cétacés, ce qui l'amène à se lier d'amitié avec un dauphin sauvage. Quand le centre de recherche de son père est sur le point de fermer ses portes, Alyssa et son ami dauphin vont s'unir pour empêcher sa fermeture.

## Fiche Technique
- Titre : Alyssa et les Dauphins
- Titre original : Eye of the Dolphin
- Réalisation : Michael D. Sellers
- Scénario : Michael D. Sellers et Wendell Morris
- Production : Susan Johnson (en), Jacob Mosler, Peer J. Oppenheimer, Pamela Vlastas, et Robert Keskemety
- Sociétés de production : Paradise Productions LLC, Quantum Entertainment et monterey media inc.
- Casting : Matthew Lessall
- Musique : Alan Derian
- Photographie : Guy Livneh
- Montage : Gene Mendoza
- Décors : Freddy Naff
- Costumes : Leslie Yarmo
- Pays de production : États-Unis
- Format : Couleur - NTSC - DTS / Dolby - 1,33:1 - 16 mm
- Genre : Comédie Dramatique
- Durée : 102 minutes (1 h 42)
- Date de sortie :
  - États-Unis : 24 août 2007

## Distribution
- Carly Schroeder (VF : Jessica Monceau) : Alyssa
- Adrian Dunbar (VF : Lionel Tua) : Dr. James Hawk
- George Harris (VF : Jean-Jacques Nervest) : Daniel
- Katharine Ross (VF : Françoise Pavy) : Lucy
- Christine Adams (VF : Dominique Vallée) : Tamika
- Jane Lynch (VF : Monique Nevers) : Glinton
- Christopher Herrod: Shelby

## Doublage français
- Version française : VF Productions
- Direction artistique : Yann Le Madic
- Adaptation : Pierre de Pisan